# جوزيف بليك
جوزيف بليك (بالإنجليزية: Joseph Blake)‏ هو سياسي أمريكي، ولد في 1663 في إنجلترا في المملكة المتحدة، وتوفي في 7 سبتمبر 1700. انتخب حاكم كارولينا الجنوبية ‏ (29 أكتوبر 1696 – ) وانتخب حاكم كارولينا الجنوبية ‏ (نوفمبر 1694 – 17 أغسطس 1695).